# Merpati Putih
 (septembre 2023).
Si vous disposez d'ouvrages ou d'articles de référence ou si vous connaissez des sites web de qualité traitant du thème abordé ici, merci de compléter l'article en donnant les références utiles à sa vérifiabilité et en les liant à la section « Notes et références ».
Le Merpati Putih est une école et un style de Pencak-Silat.
École très populaire en Indonésie[réf. nécessaire], elle compte également des centres d'entraînement aux États-Unis et en Europe, en particulier aux Pays-Bas, ainsi qu'en France.